# Dialakoraba
Dialakoroba est une localité et une commune rurale du Mali de l'arrondissement de Sanankoroba, dans le Cercle de Kati et la région de Koulikoro.

## Villages
La commune s'étend sur 23 localités relevées lors du recensement général de 2009. 
Les villages les plus peuplés sont :
- Dialakoroba (5 017 habitants)
- Molobala (1 998 habitants)
- Freintoumou (1 744 habitants)